# ويليام رايت (لاعب كرة قدم)
ويليام رايت (بالإنجليزية: William Wright)‏ (1 يناير 1900 بليفربول في المملكة المتحدة - ) هو لاعب كرة قدم بريطاني في مركز الهجوم. لعب مع نادي إكزتر سيتي وهدرسفيلد تاون.

## وصلات خارجية
- ويليام رايت على موقع قاعدة بيانات كرة القدم.إي يو (الإنجليزية)